# Цирус, Лизелоре
Лизелоре Цирус (нем. Lieselore Cyrus, урождённая Линиг, нем. Lienig; род. 1 декабря 1951, Ваттеншайд) — немецкий дипломат.
Изучала психологию в Бохуме (1970—1973) и Саарбрюккене (1973—1977), в 1977—1981 гг. научный сотрудник Саарского университета.
С 1981 года на дипломатической работе. В 1983—1986 гг. референт по вопросам культуры и СМИ в генеральном консульстве ФРГ в Стамбуле, в 1986—1989 гг. референт по политическим вопросам в посольстве ФРГ во Франции. В 1989—1992 гг. референт Министерства иностранных дел по делам европейской безопасности. В 1992—1995 гг. генеральный консул Германии в Александрии.
В 1995—2010 гг. занимала различные ответственные посты в германском МИДе: была исполняющей обязанности директора департамента по бюджету, в 1999—2002 гг. возглавляла отдел по делам ОБСЕ, в 2002—2004 гг. уполномоченная по вопросам политической стабильности в Юго-Восточной Европе. В 2006—2010 гг. руководитель центрального отдела МИД (до этого в 2004—2006 гг. исполняла обязанности руководителя).
В 2010—2014 гг. посол Германии в Эфиопии. С 2014 г. посол Германии в Венгрии.